# Batalion Strzelców Narciarskich SS Norwegen
Batalion Strzelców Narciarskich SS „Norwegen” (niem. SS-Schijäger-Batallion „Norwegen”) – specjalistyczny narciarski oddział wojskowy Waffen-SS złożony z Norwegów podczas II wojny światowej.

## Geneza
Niemiecka 6 Dywizja Górska SS „Nord”, która prowadziła walki z Sowietami w północnej Karelii, potrzebowała specjalistycznego pododdziału narciarskiego, który byłby przeznaczony do zimowych patroli. W rezultacie doszło do spotkania oficerów z dowództwa dywizji z Gustem Jonassenem, przywódcą sportowej sekcji norweskiej faszystowskiej partii Nasjonal Samling (NS). Zwerbował on ok. 120 ochotników z NS, ale także z norweskiego SS, z których sformowano oddział w sile kompanii.
G. Jonassen przeszedł kurs w Bad Tölz, a jego ludzie szkolenie wojskowe w Sennheim. Późną wiosną 1943 Norwegowie dołączyli do 6 DGór. SS jako Ochotnicza Kompania Strzelców Narciarskich „Norwegen” (SS-Freiwilligen-Schikompanie „Norwegen”). Już 26 maja G. Jonassen zginął na minie. W lipcu kompania została rozbudowana do wielkości batalionu.

## Zarys historyczny
Nowi ochotnicy pochodzili z NS oraz spośród Norwegów służących w naziemnych jednostkach Luftwaffe i nowo formowanego Pułku Grenadierów Pancernych SS „Norge”. Batalion składał się z trzech kompanii strzelców narciarskich, ale bez kompanii ciężkiej broni. Na jego czele stanął niemiecki oficer Richard Benner, zastąpiony w kwietniu 1944 przez Norwega Frode Halle. Kadra dowódcza – poza dowódcą 3 kompanii – była całkowicie norweska.
Oddział w sile ok. 700 ludzi przebywał na froncie przez okres 8 miesięcy. W tym czasie wykonywał długodystansowe bojowe patrole narciarskie (czasami trwające po kilka tygodni) o charakterze zwiadowczym i dywersyjnym. W czerwcu liczebność batalionu zmniejszyła się z powodu tymczasowego odejścia 1. kompanii. W tym czasie pozostałe kompanie zajmowały pozycje na wzgórzach „Kaprolat” i „Hasselmann” w północnej Karelii. 25 czerwca 1944 Sowieci przeprowadzili silny atak na wzgórze „Kaprolat”, a następnego dnia na drugie wzniesienie. Norwegowie ponieśli ciężkie straty wynoszące ponad 190 zabitych i rannych (niektóre źródła podają liczbę 135). Batalion został przeniesiony na tyły w celu wypoczynku. W sierpniu przybyło ok. 200 nowych ochotników oraz 3 Policyjna Kompania pod dowództwem Aage Henry Berga.
Po kapitulacji Finlandii 4 września Norwegowie przyłączyli się do wycofywujących się z fińskiego terytorium Niemców. Spędzili 3 tygodnie w Rovaniemi, a po ataku fińskich oddziałów na miasto, przeszli do Norwegii, osiągając w grudniu Narvik. Następnie zostali przetransportowani w rejon Oslo, gdzie dotychczasowy dowódca Frode Halle zrezygnował. Zastąpił go Egil Hoel, a oddział przeorganizowano wkrótce w zmotoryzowany narciarski batalion policji (SS-Ski Bataillon 506.) w składzie sześciu kompanii.